# Christa Reicher
Christa Reicher (* 24. Juli 1960 in Neuerburg, Rheinland-Pfalz) ist eine deutsche Stadtplanerin.

## Leben
Reicher absolvierte 1979 ihr Abitur an der Sankt-Josef Gymnasium Biesdorf. Nach dem Studium der Architektur an der RWTH Aachen und ETH Zürich arbeitete Reicher in verschiedenen international tätigen Planungsbüros und gründete 1993 das Planungsbüro RHA Reicher Haase Assoziierte mit Sitz in Aachen, Dortmund und Vianden (Luxemburg).
Von Oktober 2002 bis September 2018 war Reicher Professorin und Leiterin des Fachgebietes Städtebau, Stadtgestaltung und Bauleitplanung an der Fakultät Raumplanung der Technischen Universität Dortmund. Von 1998 bis 2002 hatte sie die Professur Städtebau und Entwerfen an der Hochschule Bochum inne.
Seit Oktober 2018 ist Reicher Inhaberin des Lehrstuhls für Städtebau und Entwerfen sowie Direktorin des Instituts für Städtebau und Europäische Urbanistik an der Fakultät für Architektur der RWTH Aachen.

## Veröffentlichungen
- Städtebauliches Entwerfen, 2012, ISBN 978-3-8348-1735-8, 5. Aufl. 2017, ISBN 978-3-658-19872-5
- Erfassung, Bewertung und Sicherung der Stadtgestalt. Schnelleinstieg für Architekten und Planer, 2018, ISBN 978-3-658-21888-1